# Дмитрий Хлестов
Дмитрий Хлестов е руски футболист, защитник. 9-кратен шампион на Русия в състава на Спартак (Москва). Има 49 мача за националния отбор на Русия.

## Кариера
Кариерата на Хлестов започва през 1989 г. в Спартак. До 1991 година записва 18 мача. През 1993 година записва 4 мача и 1 гол в купата на съдружествата. Участва на Мондиал 1994, но не попада в състава за Евро 1996 поради травма. Хлестов е един от основните играчи в Спартак и записва близо 200 мача с „червено-белите“. Заедно с партноръа си в защита Дмитрий Ананко са футболистите с най-много титли в шампионата на Русия – 9. През 2001 година преминава в турския Бешикташ. През 2002 година се връща в Спартак, но не успява да си извоюва титулярно място. В 2003 година става част от мащабната селекция на Торпедо-Металург, за който записва 17 срещи. През 2004 г. преминава в Сокол Саратов, който играе в 1. дивизия. През 2006 година преминава в Спартак Щьоклово. В края на 2008 година Хлестов прекратява професионалната си кариера, но продължава да играе на аматьорско ниво. От 2012 играе за Арсенал Тула, където треньор е бившият му съотборник Дмитрий Аленичев.